# 4 Way Street
Albums de Crosby, Stills, Nash and Young
Déjà Vu
(1970) So Far
(1974)
4 Way Street est une compilation d'enregistrements en public inédits du groupe Crosby, Stills, Nash and Young.

## Histoire
L'album, à l'origine un double LP sorti en avril 1971, résulte d'enregistrements de concerts donnés au cours de l'année 1970 : au Fillmore East, New York, du 2 au 7 juin 1970, à l'auditorium de Chicago, le 5 juillet 1970 et au Forum, Los Angeles, du 26 au 28 juin 1970.
Le supergroupe, qui connaissait déjà des tensions durant la période de l'enregistrement, était séparé depuis plusieurs mois lors de la sortie de l'album.
Parmi la sélection, quatre titres (deux de Graham Nash et deux de David Crosby) n'avaient pas été joués en public par leurs auteurs avant l'enregistrement de l'album (Chicago, Right Between the Eyes, The Lee Shore et Triad). 
Le titre Ohio, enregistré en studio par le groupe pendant la tournée, sortit en single dans cette version en juin 1970. Il est inspiré par la fusillade de Kent State University pendant laquelle quatre étudiants du campus de Kent dans l'Ohio sont tués par des policiers lors de la répression d'une manifestation le 4 mai 1970. « J'avais le Time sous le nez, ouvert sur la photo de cette fille hébétée devant le cadavre d'un étudiant couvert de sang. C'était sous mes yeux, je n'ai eu qu'à transcrire. » La chanson, la première protest song de Neil Young, est écrite et enregistrée en une journée.

## Liste des titres

### Album original

#### Face 1
1. Suite: Judy Blue Eyes (coda) (Stephen Stills) – 0:33
2. On the Way Home (Neil Young) – 3:19
3. Teach Your Children (Graham Nash) – 2:46
4. Triad (David Crosby) – 5:07
5. The Lee Shore (Crosby) – 4:14
6. Chicago (Nash) – 3:03

#### Face 2
1. Right Between the Eyes (Nash)– 2:19
2. Cowgirl in the Sand (Young)– 3:50
3. Don't Let It Bring You Down (Young) – 2:35
4. 49 Bye-Byes/For What It's Worth/America's Children (Stills) – 5:30
5. Love the One You're With (Stills) – 2:57

#### Face 3
1. Pre-Road Downs (Nash) – 2:48
2. Long Time Gone (Crosby) – 5:33
3. Southern Man (Young) – 13:15

#### Face 4
1. Ohio (Young) – 3:24
2. Carry On (Stills) – 13:06
3. Find the Cost of Freedom (Stills) – 2:16

### Réédition en CD de 1992

#### CD 1
1. Suite: Judy Blue Eyes (coda) (Stills) – 0:33
2. On the Way Home (Young) – 3:48
3. Teach Your Children (Nash) – 3:02
4. Triad (Crosby) – 6:55
5. The Lee Shore (Crosby)– 4:29
6. Chicago (Nash) – 3:11
7. Right Between the Eyes (Nash) – 3:37
8. Cowgirl in the Sand (Young) – 3:59
9. Don't Let It Bring You Down (Young) – 3:31
10. 49 Bye-Byes/America's Children (Stills) – 6:35
11. Love the One You're With (Stills) – 3:19
12. King Midas in Reverse (Allan Clarke, Tony Hicks, Nash) – 3:43
13. Laughing (Crosby) – 3:36
14. Black Queen (Stills) – 6:45
15. Medley: The Loner/Cinnamon Girl/Down By The River (Young) – 9:41

#### CD 2
1. Pre-Road Downs (Nash) – 3:04
2. Long Time Gone (Crosby) – 5:58
3. Southern Man (Young) – 13:45
4. Ohio (Young) – 3:34
5. Carry On (Stills) – 14:19
6. Find the Cost of Freedom (Stills) – 2:21

## Musiciens
- David Crosby : chant, guitare
- Stephen Stills : chant, guitare, piano, orgue
- Graham Nash : chant, guitare, piano, orgue
- Neil Young : chant, guitare
- Calvin Samuels : basse
- Johnny Barbata : batterie

## Certifications
| Pays              | Certification | Unités certifiées |
| ----------------- | ------------- | ----------------- |
| Allemagne (BVMI)  | Or            | 250 000           |
| États-Unis (RIAA) | 4 × Platine   | 4 000 000         |